# Synagoge (Sataniw)

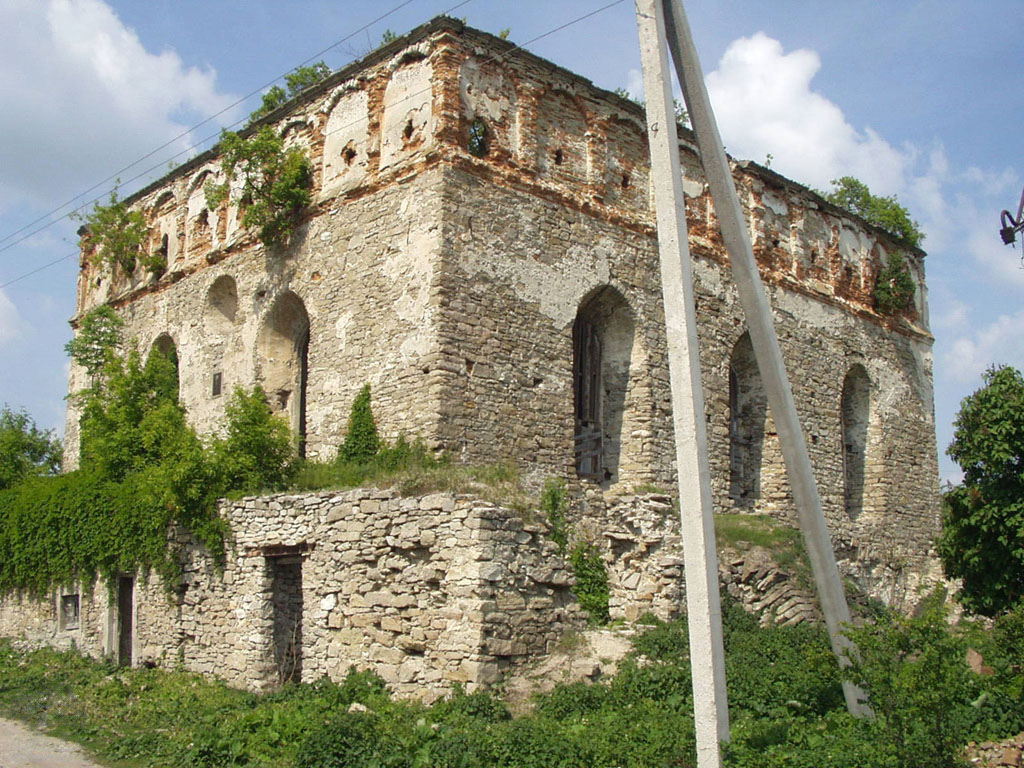
Synagoge in Sataniw vor der Renovierung

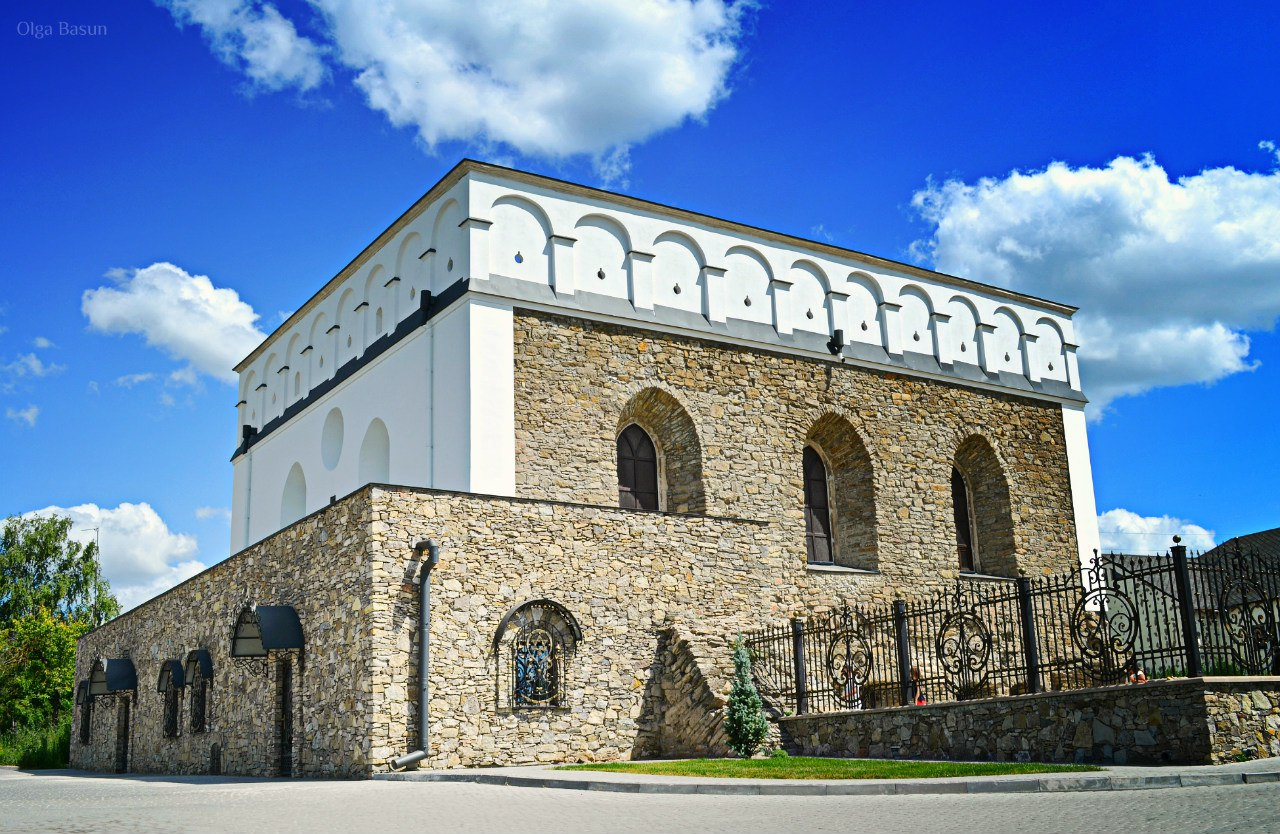
Renovierte Synagoge in Sataniw

Die Synagoge in Sataniw, einer kleinen ukrainischen Stadt in der Oblast Chmelnyzkyj, wurde 1626 errichtet und ist damit vermutlich die älteste Synagoge in der Ukraine.

## Geschichte
Die meisten Quellen geben zwar 1514 oder 1532 als Baujahr an, aber Struktur- und Stilelemente des Gebäudes und ein Vergleich mit dem nahegelegenen Kloster deuten eher auf den Beginn des 17. Jahrhunderts (1626) hin. Dies wird auch durch Ergebnisse chemischer Untersuchungen des Mörtels gestützt, die 1992 durchgeführt wurden.
In der Sowjetunion wurde die Synagoge 1933 profaniert und als Warenlager genutzt. Später stand sie lange Jahre leer und verfiel immer mehr. 2014 wurde mit der Renovierung begonnen, die inzwischen abgeschlossen ist.

## Architektur
Die Synagoge wurde als Wehrsynagoge mit zwei Meter dicken Wänden errichtet. Sie ist im Stil der polnischen Renaissance erbaut. Der Hauptsaal ist mit einem Tonnengewölbe mit Stichkappen ausgestattet. Im Westen schließt ein Vestibül und im Süden einen Frauengebetsraum an den Gebetssaal an. Erwähnenswert sind ein steinerner Toraschrein im Osten, ein Relief über dem prächtig gestalteten Haupteingang sowie Fresken.